# Castello di Durham
Il castello di Durham è un castello normanno situato a Durham, in Inghilterra, utilizzato fin dal 1840 dall'Università di Durham come collegio universitario. Il castello si trova sulla cima di una collina sopra al fiume Wear sulla penisola di Durham, sulla riva opposta della Cattedrale di Durham. Secondo la mappatura geografica britannica la sua posizione è NZ274423.

## Storia
Il castello venne costruito nell'XI secolo come dimostrazione del potere del re normanno in Inghilterra dopo la conquista normanna del 1066. È un ottimo esempio di castello in stile normanno.
Il reggente dell'ufficio del Vescovo di Durham venne incaricato dal re di esercitare l'autorità regale a suo nome; il castello fu la sede di questo ufficio.
Venne utilizzato come vescovado dai vescovi di Durham, dopodiché il castello venne convertito in collegio universitario.
Il castello contiene un grande salone creato dal vescovo Anthony Bek all'inizio del quattordicesimo secolo. Fu il salone più grande della Gran Bretagna finché il vescovo Richard Foxe lo rimpicciolì alla fine del XV secolo. Nonostante questi lavori mantiene la sua altezza di 14 metri e la lunghezza di 30.

## University College
Nel 1837 il castello venne donato alla neonata Università di Durham dal vescovo Edward Maltby come alloggio per studenti. Prese il nome di University College. L'architetto Anthony Salvin ricostruì le parti cadenti riprendendo i piani originali. Aperto nel 1840 il castello ospita tuttora oltre 100 studenti.
Studenti e personale del college mangiano nel salone del vescovo Bek. I sotterranei del salone, nel frattempo, servivano da Junior Common Room, compreso il bar. Le due cappelle sono tuttora in uso, per servizio ed altri utilizzi come il teatro. Tra le altre attrezzature del castello si trovano la biblioteca e gli uffici dell'università. Durante le vacanze il college affitta le stanze per conferenze (solitamente accademiche) e come camere d'hotel. L'accesso del pubblico al castello è limitato alle visite guidate, condotte dai membri del JCR. Fuori da queste visite solo i membri del college o gli ospiti estivi sono autorizzati a visitare il castello.

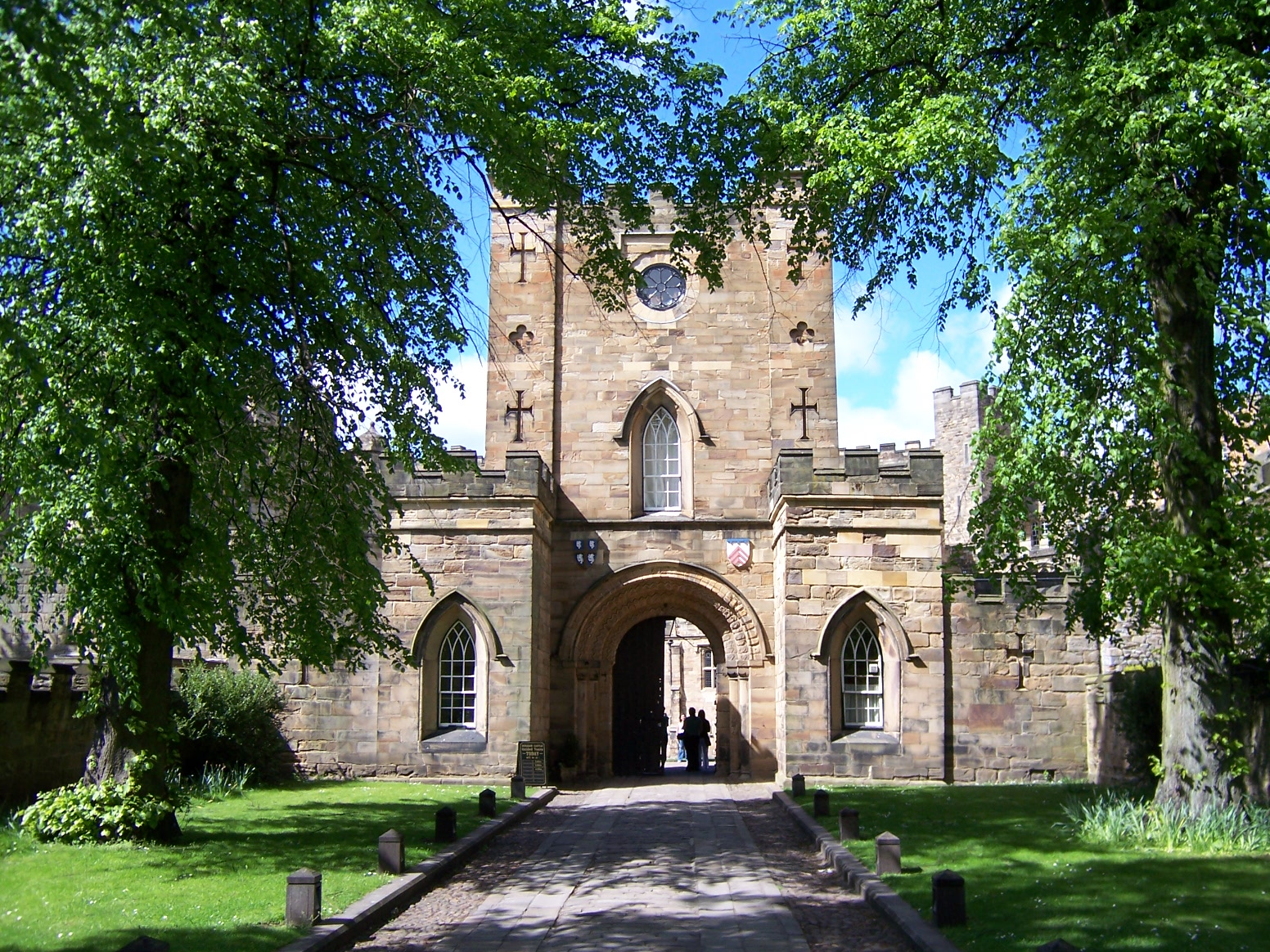
Entrata del castello di Durham

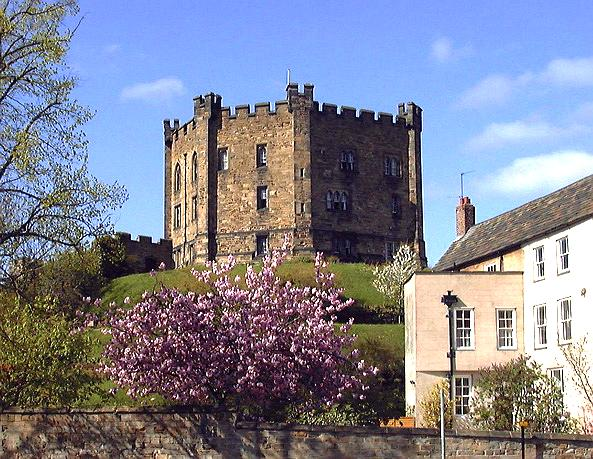
La torre centrale del castello

## Cappelle
Il college usa spesso le due cappelle del castello: la cappella normanna, costruita attorno al 1078, e la cappella di Tunstall, del 1540.
La cappella normanna è la parte più antica del castello. La sua struttura era in origine anglosassone, probabilmente a causa del fatto che la manodopera utilizzata nella costruzione era formata da sassoni. Nel quindicesimo secolo le tre finestre vennero murate a causa dell'espansione della torre centrale. Cadde in disuso nel 1841 quando divenne un corridoio utilizzato per accedere alla torre centrale. Durante la seconda guerra mondiale divenne un quartier generale e posto d'osservazione della Royal Air Force tornando così al suo utilizzo originario. Venne riconsacrata poco dopo la fine della guerra e viene usata anche oggi per la messa settimanale dell'università.
La cappella di Tunstall è sicuramente la più usata, essendo la più grande delle due. I vescovi Cosin e Crewe la ampliarono verso la fine del diciassettesimo secolo. Alcune sedie sul fondo della cappella sono dei misericord (che letteralmente significa "sedile"). Vennero progettati in modo che una persona in piedi per lunghi periodi potesse riposare su una sporgenza del sedile chiuso.

## Patrimonio dell'umanità
Il castello di Durham è stato dichiarato patrimonio dell'umanità dell'UNESCO insieme alla Cattedrale di Durham, a breve distanza da Palazzo Green. La seguente dichiarazione è presa dalla proposta di inserimento fatta dal governo britannico: